# Прапор Норвегії
Прапор Норвегії — один із державних символів королівства Норвегії. Являє собою червоне прямокутне полотнище (Pantone / PMS 200, #BA0C2F) з синім скандинавським хрестом (PMS 281, #00205B) з білою облямівкою.
З 1748 року по 1814 рік норвезькі кораблі ходили під данським прапором Даннеброгом. У 1814 році, коли королем Норвегії став король Швеції, норвежці здобули право використовувати цей прапор, додавши до нього норвезького золотого лева, який увінчаний короною і тримає сокиру. Але боротьба за свій прапор тривала, і в 1821 році парламент затвердив нове оформлення прапора: Даннеброг з темно-синім хрестом на білій підкладці. Це поєднання червоного, білого та синього походить від французького триколору так само, як прапори США та Великої Британії, що у той час вважалося символом свободи. Скандинавський хрест був загальним символом прапорів Данії і Швеції. Автором дизайну прапора Норвегії, затвердженого резолюцією норвезького парламенту в 1821 році, був парламентарій з Бергена Фредерік Мельцер.

## Конструкція прапора
|                                               |
| Конструкція національного і торгового прапора |

|                                              |
| Конструкція державного і військового прапора |